# Microcobitis misgurnoides
Microcobitis misgurnoides är en fiskart som först beskrevs av Rendahl, 1944.  Microcobitis misgurnoides ingår i släktet Microcobitis och familjen nissögefiskar. IUCN kategoriserar arten globalt som otillräckligt studerad. Inga underarter finns listade i Catalogue of Life.